# نوها ديكو
نوها ديكو (بالفرنسية: Nouha Dicko) (14 مايو 1992 في فرنسا - ) هو لاعب كرة قدم مالي وفرنسي في مركز الهجوم. شارك مع منتخب مالي لكرة القدم. أما مع النوادي، فقد لعب مع نادي بلاكبول ونادي روذرهام يونايتد ونادي ستراسبورغ ووولفرهامبتون واندررز وويغان أتلتيك.

## وصلات خارجية
- نوها ديكو على موقع اتحاد تركيا (لاعب) (الإنجليزية)
- نوها ديكو على موقع قاعدة بيانات كرة القدم.إي يو (الإنجليزية)
- نوها ديكو على موقع ناشيونال فوتبول تيمز (الإنجليزية)
- نوها ديكو على موقع Soccerbase.com (لاعب) (الإنجليزية)
- نوها ديكو على موقع Soccerway.com (الإنجليزية)
- نوها ديكو على موقع AS.com (الإسبانية)